# Biberbach (Treffelstein)
Biberbach ist ein Ortsteil der Gemeinde Treffelstein im Oberpfälzer Landkreis Cham (Bayern).

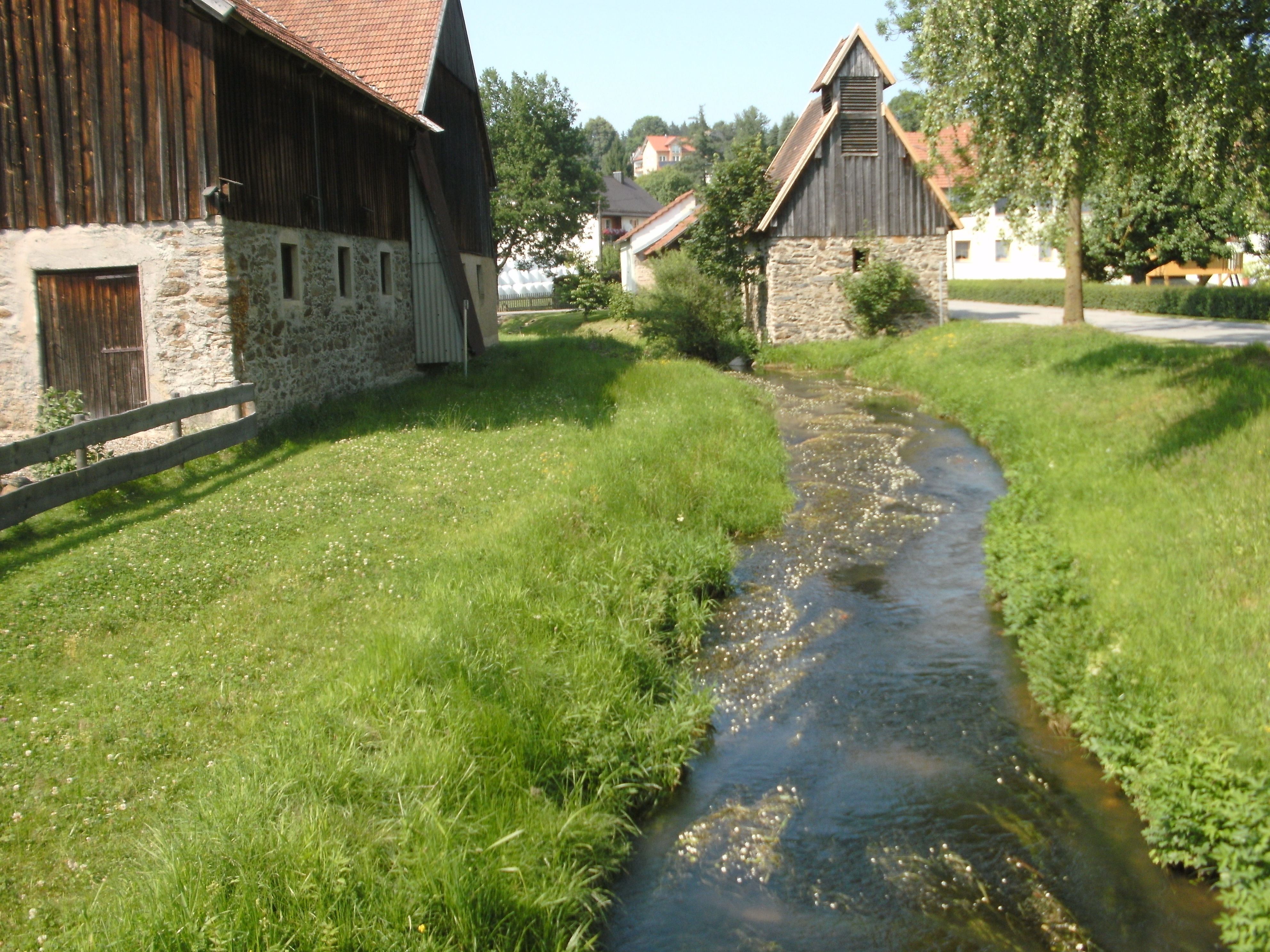
Der Biberbach in Biberbach

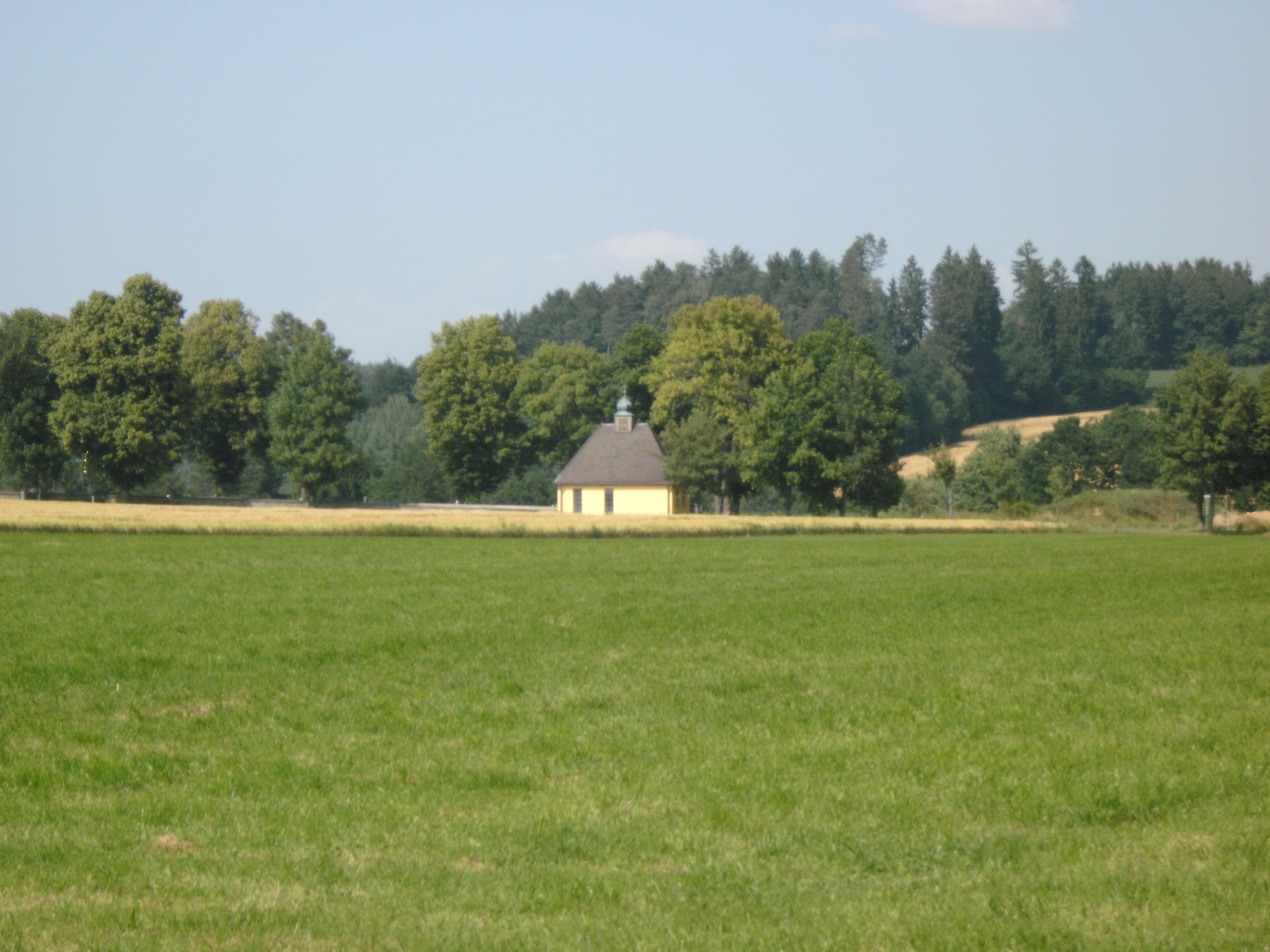
Biberbach Friedhofskapelle

## Geographische Lage
Das Kirchdorf Biberbach liegt etwa drei Kilometer südlich von Treffelstein am Ufer des Biberbachs, der ungefähr zehn Kilometer weiter nordöstlich jenseits der deutsch-tschechischen Grenze an den Hängen des 698 m hohen Kozí vrch entspringt und zwei Kilometer weiter südlich in die Böhmische Schwarzach mündet.

## Geschichte

### Von den Anfängen bis zur Reformation
Biberbach wurde bereits am 27. Juni 974 im kaiserlichen Diplom unter den Gütern, die Kaiser Otto II. dem Damenstift Niedermünster zu Regensburg schenkte, erwähnt.
Anfang des 13. Jahrhunderts tauchte es wieder in einer Urkunde auf. Um diese Zeit wurde die Biberbacher Kirche gebaut. 1395 errichtete das Kloster Schönthal, dem im 14. Jahrhundert viele Besitzungen in Biberbach geschenkt wurden, in Biberbach eine Propstei mit Hofmeister.
Biberbach wird eine Filiale von Schönthal, die Biberbach selbst und seine gesamte Umgebung einschließlich Treffelsteins bis ins 19. Jahrhundert seelsorglich betreut.
In einer Ämterbeschreibung aus dem Jahr 1550 wurde Biberbach als unter der Herrschaft des Hans Fuchs stehend erwähnt. Hans Fuchs wurde bei seinem Tod 1552 von seinem Schwiegersohn Ritter Georg von Murach von Stamsried beerbt. Dieser war mit der jüngeren Tochter Maria Magdalena des Hans Fuchs verheiratet.

### Von der Reformation bis zur Rekatholisierung
Ab 1556 herrschte Kurfürst Ottheinrich über die Oberpfalz. Er führte 1557 mit einem vom Theologen Andreas Osiander ausgearbeiteten Edikt das lutherische Bekenntnis in der Oberpfalz ein. Infolgedessen wurde 1557 die Oberpfalz in Superintendenturen aufgeteilt. Biberbach gehörte zur 15. Superintendentur. 1557 war Hans Ehringer (lutherischer) Pfarrer von Biberbach.
Er war ein zum lutherischen Glauben übergetretener ehemaliger Klosterbruder aus Schönthal, der weiterhin im Klostergebäude Schönthal wohnte, da in Biberbach kein Pfarrhof vorhanden war. Bereits am 25. Januar 1558 erhielt Johannes Cuprifaber (= Kupferschmied), der vorher Kaplan in Waldmünchen war, zusammen mit einem Cooperator die Pfarrei Rötz mit ihrer Filiale Biberbach.
1559 wurde Friedrich III. (Pfalz), der Vetter des kinderlos verstorbenen Ottheinrichs, Kurfürst. Dieser führte den Calvinismus in der Oberpfalz ein und ließ alle Bilder aus den Kirchen entfernen. Um 1570 war Georg Kergling kalvinischer Pfarrer in Biberbach. 1572 folgte ihm Pfarrer Georg Holzgartner, der mit einer Wirtstochter aus Etterzhausen verheiratet war. In dieser Zeit war Treffelstein Filiale von Biberbach.
Dem Friedrich III. folgte 1576 sein Sohn Ludwig VI., der lutherisch war, was bedeutete, dass die Einwohner der Oberpfalz lutherisch werden mussten. Ludwig VI. verjagte die kalvinischen Prediger und ließ wieder Bilder in den Kirchen aufhängen. In Biberbach wurde das Bild „Lamentatis Christi“ wieder auf den Altar gestellt, das man während der kalvinischen Zeiten versteckt hielt. Wer nicht lutherisch werden wollte, musste auswandern. 1582 bis 1591 war Günther Nikolaus Pfarrer in Biberbach. Er musste 1583 zum Calvinismus wechseln, weil der kalvinische Kasimir Nachfolger von Ludwig VI. wurde und für neun Jahre Administrator der Kurpfalz und Vormund des minderjährigen
Friedrich IV. war.
Unter Friedrich IV. und Friedrich V. blieb Biberbach bis 1625 kalvinisch.

### Von der Rekatholisierung bis zur Säkularisation
Als Friedrich V. durch den katholischen Maximilian am 9. November 1620 bei der Schlacht am Weißen Berg besiegt wurde und Maximilian die Oberpfalz eroberte, begann die Rekatholisierung.
Der letzte kalvinische Pfarrer von Biberbach war Samuel Stör (1619 bis 1626). Ihm folgte 1626 der katholische Pfarrer Johann Hackher, der aber bereits 1627 wegen Trunksucht durch Pfarrer Michael Stockher abgelöst wurde. Er betreute von Schönthal aus Biberbach, Treffelstein und Hiltersried.
1634/35 wütete die Pest in der Region. Die zahlreichen Todesopfer in Treffelstein wurden auf Wagen zum Friedhof nach Biberbach gebracht und dort über die Friedhofsmauer
in ein Massengrab gekippt.
Während des Dreißigjährigen Krieges, in den Jahren 1633 bis 1644 wurde die Region abwechselnd von Schweden, Wallensteins Truppen und kaiserlichen Soldaten geplündert und gebrandschatzt. Da die Schweden besonders grausam die katholischen Priester verfolgten, flohen diese. So wendete sich Biberbach 1641 mit einem Hilferuf an das Kloster Schönthal, dass kein Gottesdienst gehalten wurde, da der zuständige Geistliche Pater Jeremias Haißhammer geflohen sei.
Zunächst war Treffelstein nur ein Ortsteil der Filiale Biberbach.
Ab Mitte des 18. Jahrhunderts nahm jedoch die Bedeutung von Treffelstein immer mehr zu.
Der Hofmarksherr Johann Nepomuk von Reisach und seine Nachkommen machten aus der ehemaligen Schlosskapelle eine öffentliche Kirche mit zwei öffentlichen Eingängen.
Sie bezahlten einen Schlosskaplan, der täglich einen Gottesdienst und auch Christenlehre hielt, so dass die Leute der Umgebung, auch die Biberbacher, immer mehr nach Treffelstein zur Kirche gingen. Natürlich wurde bei diesen Gottesdiensten auch gesammelt und das Geld floss wieder nach Treffelstein und in seine Kirche.
Ein weiterer Vorteil Treffelsteins war, dass der Schlosskaplan in Treffelstein wohnte, also bei Sterbefällen sofort zur Stelle war, während der Biberbacher Pfarrer in Schönthal wohnte und einen zweistündigen Fußmarsch brauchte, um nach Treffelstein zu gelangen.
Alle Versuche des Klosters Schönthal und Biberbachs in den Jahren von 1760 bis zum Ende des 19. Jahrhunderts, diesem Aufstieg Treffelsteins und dem damit verbundenen Abstieg Biberbachs entgegenzuwirken, blieben letzten Endes erfolglos.

### Von der Säkularisation bis zur Gegenwart
Bei der Säkularisation 1802 wurde das Kloster Schönthal aufgelöst. Trotzdem blieb Biberbach weiterhin Filiale von Schönthal und da Biberbach keinen Pfarrhof hatte wohnte der Pfarrer von Biberbach weiterhin in Schönthal.
Diese Filiale Biberbach wird in einer Meldung der Landesdirektion vom 2. Mai 1806, unterschrieben von Ignatius Bock, Provisor zu Biberbach,
wie folgt beschrieben:
| Ortschaft            | Einwohnerzahl | Entfernung zu Biberbach in Stunden |
| Zweifelhöf           | 20            | 1/4                                |
| Edlmühl              | 57            | 1/2                                |
| Steinlohe            | 165           | 1 1/2                              |
| Kritzenast           | 94            | 1/2                                |
| Braunhöf (Altenried) | 12            | 3/4                                |
| Stephlhöf            | 18            | 1/2                                |
| Biberbach            | 255           | 0                                  |
| Treffelstein         | 475           | 1/2                                |
| Witzlsmühl           | 65            | 1/4                                |
| Sägmühl              | 13            | 1/2                                |
| Braunmühl            | 10            | 1/2                                |

In der Folge wurde 1809 Biberbach vom Staat, der sich nach der Säkularisation in den Gebieten der aufgelösten Klöster das Präsentationsrecht anmaßte, als eigene Pfarrei organisiert aber bereits 1814 der Pfarrei Ast als Filiale zugeordnet.
1837 ist Biberbach im Diözesanmatrikel mit 34 Häusern und 290 Einwohnern aufgeführt.
1876 bekam Treffelstein einen eigenen Friedhof. Bis zu diesem Jahr wurden die Verstorbenen aus Treffelstein auf dem Friedhof in Biberbach beerdigt.
Im Zuge der Vereinfachung der Verwaltung wurde 1968 Biberbach in die standesamtliche Gemeinde Waldmünchen eingegliedert.
Zum Stichtag 23. März 1913 (Osterfest) wurde Biberbach als Teil der Pfarrei Ast mit 38 Häusern und 264 Einwohnern aufgeführt.
Am 31. Dezember 1990 hatte Biberbach 171 Einwohner und gehörte zur Expositur Biberbach.
Heute (2013) gehört Biberbach zur Gemeinde Treffelstein, das mit Tiefenbach zusammen eine Verwaltungsgemeinschaft bildet, die zum Landkreis Cham gehört.

## Schule und Bildung
1613 wurde eine Schule in Biberbach erwähnt in der zehn Kinder lernten, darunter ein Kind aus Edlmühl.
1620 hatte die Schule in Biberbach das folgende Einkommen: 4/4 Getreide, 1 1/2 Gulden Akzidentien (vonseiten der Kirche), eine Wiese, ein Fuder Heu, ein Acker für 1/4 Korn.
1643 hatte der Schulmeister von Biberbach acht schulfähige Kinder zu unterrichten, darunter vier aus Biberbach und vier aus Edlmühl.
1770 versuchte Kurfürst Max III. mittels einer Anordnung die allgemeine Schulpflicht einzuführen, was aber noch nicht gelang.
Das Schulgeld betrug zu dieser Zeit 22 Kreuzer jährlich. Am 23. Dezember 1802 wurde die allgemeine Schulpflicht vom 6. bis zum 12. Lebensjahr zwangsweise eingeführt und am 12. September 1803 der Besuch der Sonntagsschule für alle aus der Werktagsschule entlassenen Knaben und Mädchen bis zum 18. Lebensjahr zur Pflicht gemacht. Ab 1806 durften nur noch Schullehrer mit einer Ausbildung in eigenen Lehrerseminaren unterrichten. Es erschien ein Unterrichtsplan und ab 1807 durften nur noch staatlich gebilligte Schulbücher für den Unterricht benutzt werden.
1787 hatte der Schullehrer von Biberbach Hans Wolf Wilhelm, der gleichzeitig auch Mesner war, das folgende Jahreseinkommen: 60 Gulden 42 Kreuzer 2 Pfennig, an Korn 1 Schaffl 4 Metzen, an Hafer 1 Schaffl und 1 Metzen Mehl.
Er hatte außerdem ein Tagwerk Wiesen und ein Ackherl und 2 Metzen und ein Viertel Saat.
1806 wird berichtet, dass das Schulhaus zu Biberbach, das zugleich Mesnerhaus ist, ganz baufällig und so klein ist, dass nicht einmal 50 Kinder darin Platz finden können.
Eigentlich hätten die Kinder aus Treffelstein nach Biberbach zur Schule gehen müssen.
Jedoch organisierte Treffelstein gegen den energischen Widerstand Biberbachs bereits seit Mitte des 18. Jahrhunderts einen eigenen Schulunterricht
und setzte 1850 schließlich die Genehmigung zur Errichtung der Schulexpositur Treffelstein durch.

## Kultur und Sehenswürdigkeiten
In Biberbach steht die 1905 neuerbaute Expositurkirche Petrus und Paulus.